# Río Guadalupe (Texas)
El río Guadalupe (del inglés: Guadalupe River) es un importante río costero estadounidense que discurre íntegramente por el estado de Texas. Nace en el condado de Kerr y desagua en la bahía de San Antonio, en el golfo de México. El río es un destino popular para rafters, canoeros y piragüistas. Hay algunas ciudades a lo largo del río, como New Braunfels (57 740 hab. en el censo de 2010), Kerrville (22 347 hab.), Seguin (25 175 hab.), Gonzales (7202 hab.), Cuero (6841 hab.) y Victoria (111 163 hab.). En el Guadalupe se han construido varias presas, siendo la más notable la que forma el Canyon Lake (de 33,3 km² de superficie), al noroeste de New Braunfels.

## Curso
En la parte superior del río, en el Texas Hill Country, el curso es más pequeño y de corriente más rápida con orillas de piedra caliza y sombreadas por pecanas y cipreses de los pantanos. Se forma por la confluencia de dos ramales principales, el North Fork Guadalupe y el South Fork Guadalupe. El alto Guadalupe es un destino muy popular para la práctica del tubbing durante la primavera y los meses de verano, una actividad que consiste en flotar río abajo en el interior de cámaras de neumáticos infladas. Al este de Boerne, en la frontera de los condados de Kendall y de Comal, el río fluye a través del parque estatal del Río Guadalupe (Guadalupe River State Park), una de las zonas más populares del tubbing a lo largo del río.

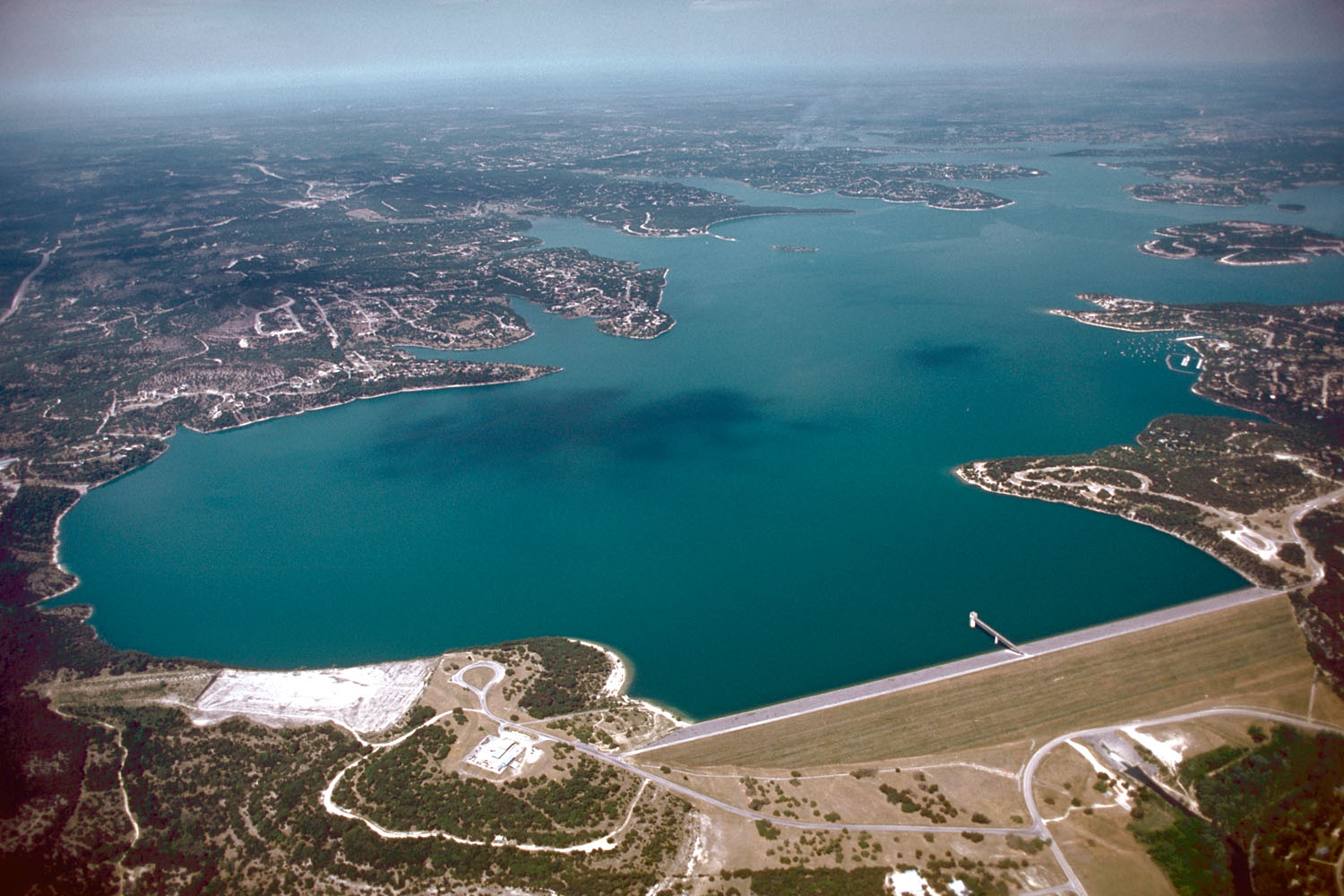
Vista del Canyon Lake

La parte baja del río comienza a la salida del Canyon Lake, cerca de New Braunfels. El tramo comprendido entre la presa Canyon y New Braunfels es el más utilizado en términos de recreación. Es un destino popular para los rafters de aguas bravas, canoas, kayaks y tubos: cuando el agua fluye a menos de 28 m³/s puede haber cientos, si no miles, de tubos en este tramo del río; si el caudal supera esos 28 m³/s, apenas habrá tubos ya que esa práctica está prohibida. Los flujos de más de 28 m³/s y menos de 71 m³/s son ideales para el rafting y el remo. El caudal varía según las estaciones, y por la cantidad de lluvia caída en la zona.
El Guadalupe es abordado por el río Comal (4 km) en New Braunfels, y por el río San Marcos (121 km), a unos 3 km al oeste de Gonzales. El Guadalupe después de recibir al río San Marcos forma parte del curso para el Texas Water Safari.
El río San Antonio (386 km) también desemboca en el río Guadalupe al norte de Tivoli (479 hab.). Por delante de la entrada en el estuario de la bahía San Antonio, el río forma un delta y se divide en dos distributarios, llamados respectivamente Guadalupe Norte y Guadalupe Sur. Cada distributario fluye al estuario de la bahía de San Antonio en la bahía de Guadalupe.

## Historia
El río fue bautizado por primera vez por Alonso de León en 1689 en reconocimiento a Nuestra Señora de Guadalupe. Luego, Domingo Terán de los Ríos, que mantuvo una colonia en el río, lo nombró río San Agustín, pero persistió el nombre de Guadalupe. Muchos exploradores llamaron río San Ybón al tramo del actual Guadalupe localizado aguas arriba de su confluencia con el Comal, y, en su lugar, al Comal le llamaron Guadalupe. Hay evidencias que indican que el río ha estado habitado por seres humanos durante miles de años, por pueblos como los indios karankawas, tonkawas y huacos (que se pronuncia como Waco).
Dirigidos por el príncipe Carl de Solms-Braunfels (1812-75), 228 inmigrantes pioneros alemanes viajaron por tierra desde Indianola hasta el sitio elegido para ser el primer asentamiento alemán en Texas, New Braunfels. Al llegar al río Guadalupe, los pioneros encontraron el río muy alto para cruzarlo debido a las lluvias de invierno. El príncipe Solms, tal vez deseando impresionar a los demás con sus bravura, se sumergió en las aguas turbulentas y cruzó sumergido el río a caballo. Para no ser menos que nadie, Betty Holekamp le siguió inmediatamente y logró cruzar el río ante el asombro de sus compañeros colonos y tal vez ofuscación del príncipe. Por ello Betty Holekamp se conoce como la primera mujer blanca que cruzó el la Guadalupe a caballo.
El 17 de julio de 1987, una repentina inundación en el río cerca de Comfort, barrió un autobús de una carretera cercana. Cuarenta y tres personas estaban en el autobús en el momento en que salían de un campamento de la iglesia. Diez de ellos se ahogaron, y el resto fueron rescatados en su mayoría en la copa de los árboles. El 18 de abril de 1989, la historia de las muertes y rescates de esas inundaciones fue aireada en el episodio piloto de Rescue 911 y más adelante se hizo una película para televisión llamada Flood: Who Will Save Our Children? (en español: «Inundación: ¿Quién salvará a nuestros hijos?»).

## Pesca
El río Guadalupe está considerado como uno de los 100 principales ríos trucheros en los Estados Unidos.[cita requerida] Además de la pesca con mosca de trucha arco iris y trucha marrón en las aguas de la cola del río Guadalupe por debajo de Canyon Lake, se pesca lubina negra, lubina de boca chica, bajo Guadalupe, bajo blanco y cíclidos del Río Grande.

## Condiciones del flujo del río
Las condiciones del río Guadalupe pueden cambiar rápidamente y el caudal es fijado por la presa de Canyon Lake, operada por el Cuerpo de Ingenieros del Ejército. El río está altamente regulado y con un buen mantenimiento para garantizar la seguridad de las personas que lo utilizan. El río Guadalupe es, sin embargo, propenso a las inundaciones severas. Durante la temporada de lluvias el agua pueda llegar muy por encima de las orillas del río y superar los niveles normales, en cuyo caso el río permanece cerrado para el baño.[cita requerida] Si el medidor de caudal supera los 28 m³/s en Sattler Gage, el Guadalupe se cierra para la práctica del tubbing.[cita requerida]

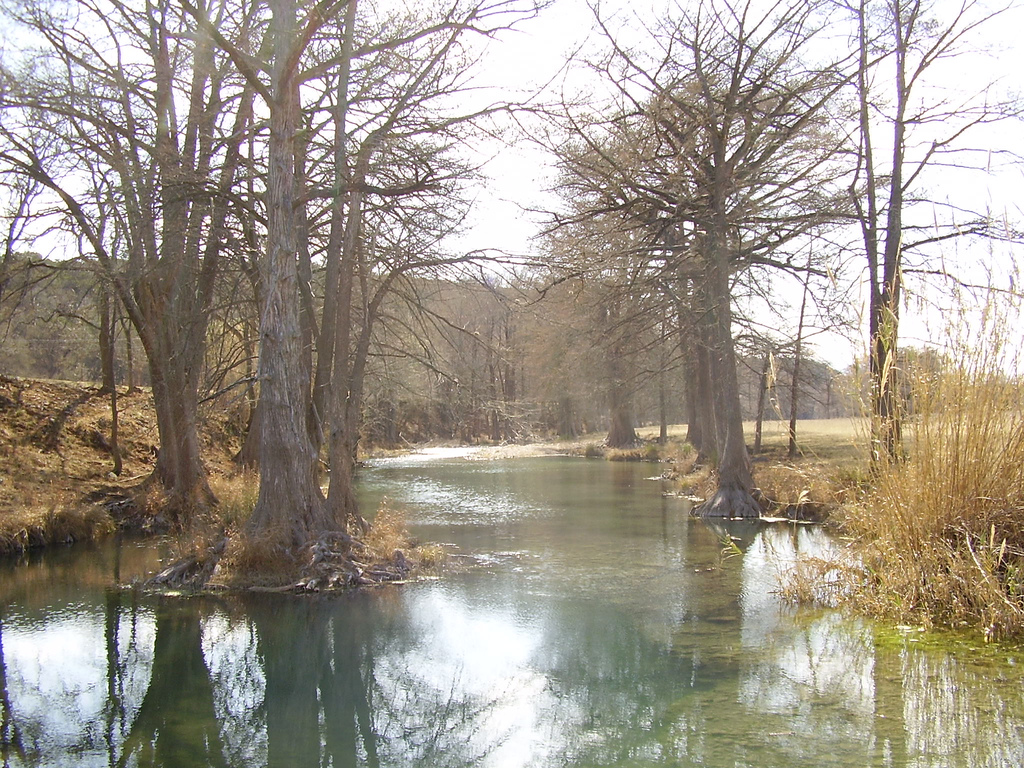
El río Guadalupe cerca de Hunt, en el Texas Hill Country
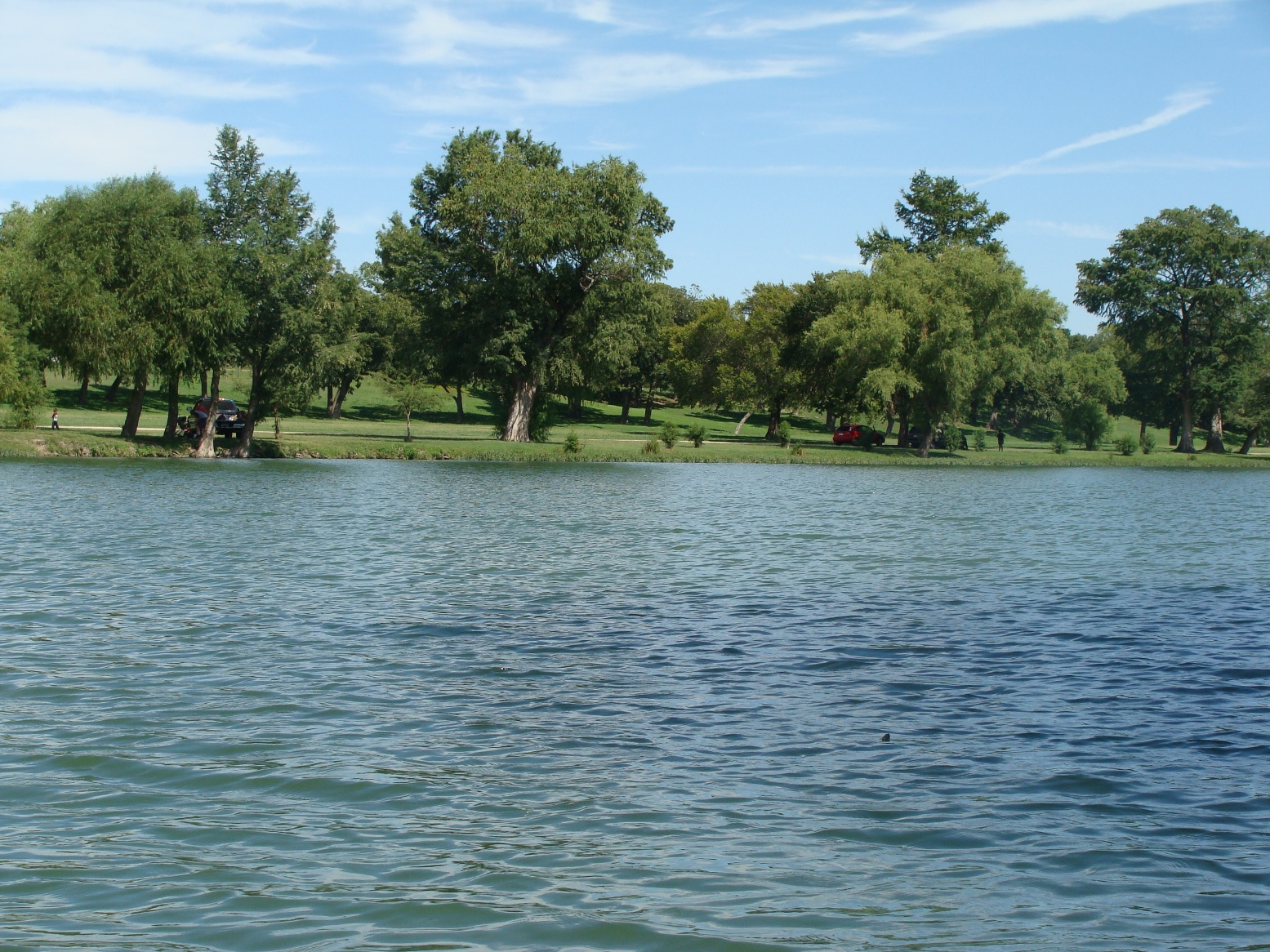
El río Guadalupe en Kerville
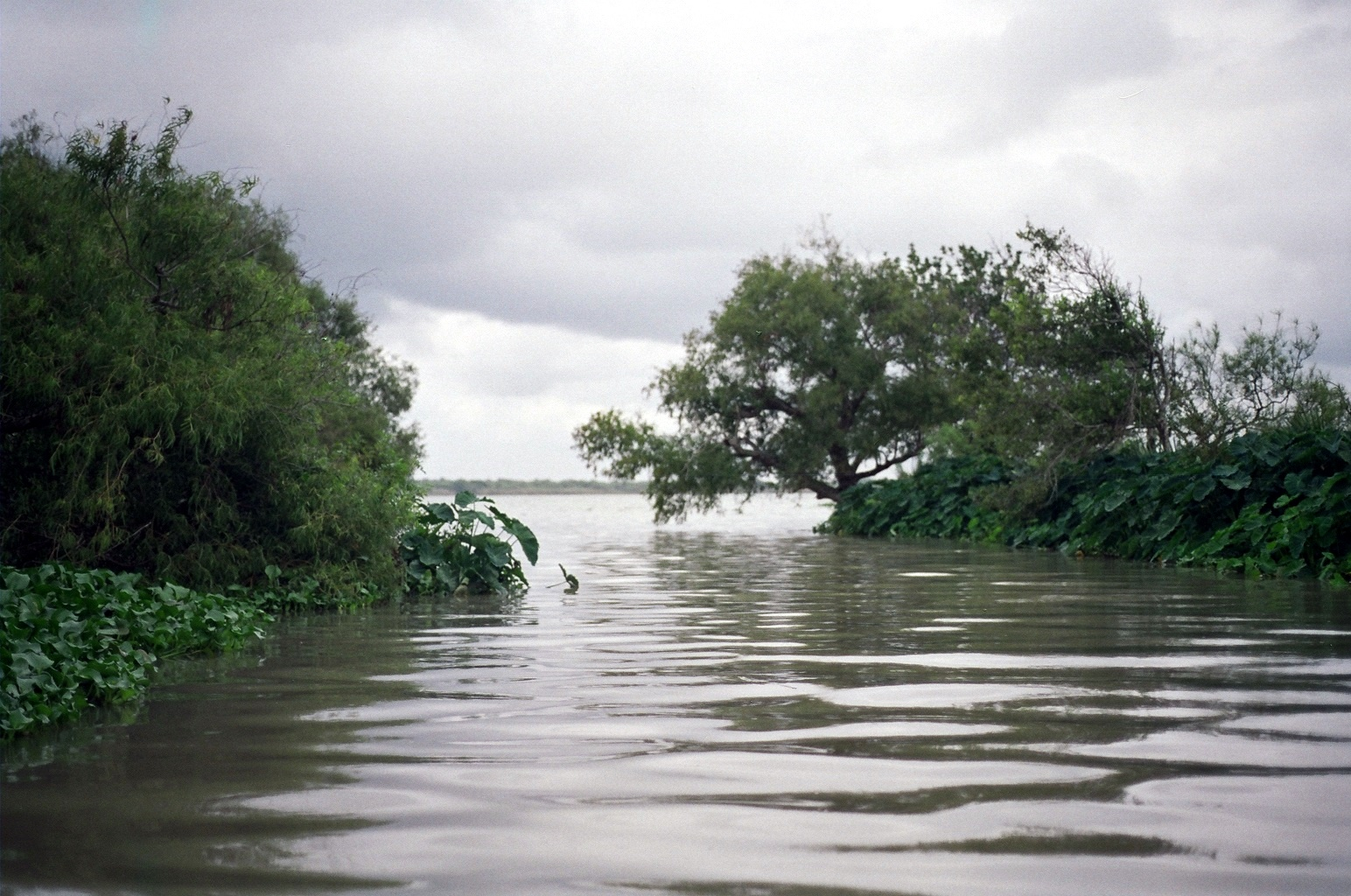
Desembocadura del río Guadalupe Sur en la bahía Guadalupe